# Campionati europei di pugilato dilettanti 1985
I Campionati europei di pugilato dilettanti maschili 1985 si sono tenuti a Budapest, Ungheria, dal 25 maggio al 2 giugno 1985. È stata la 26ª edizione della competizione biennale organizzata dall'EABA. 142 pugili da 23 Paesi hanno partecipato alla competizione.

## Risultati
| Categoria                   | Oro                                    | Argento                              | Bronzo                                                           |
| --------------------------- | -------------------------------------- | ------------------------------------ | ---------------------------------------------------------------- |
| Pesi minimosca (kg 48)      | René Breitbarth Germania Est           | Ivailo Marinov Bulgaria              | Róbert Isaszegi Ungheria Karimzhan Abdrakhmanov Unione Sovietica |
| Pesi mosca (kg 51)          | Dieter Berg Germania Est               | Andrea Mannai Italia                 | Shawn Casey Irlanda Krasimir Cholakov Bulgaria                   |
| Pesi gallo (kg 54)          | Ljubisa Simic Jugoslavia               | Aleksandăr Hristov Bulgaria          | Jarmo Eskelinen Finlandia Tibor Botos Ungheria                   |
| Pesi piuma (kg 57)          | Samson Khachatryan Unione Sovietica    | Dragan Konovalov Jugoslavia          | Tomasz Nowak Polonia Jari Gronroos Finlandia                     |
| Pesi leggeri (kg 60)        | Emil Čuprenski Bulgaria                | Torsten Koch Germania Est            | Nurlan Abdukalykov Unione Sovietica Jose Tuominen Finlandia      |
| Pesi superleggeri (kg 63.5) | Siegfried Mehnert Germania Est         | Imre Bacskai Ungheria                | Vyacheslav Yanovski Unione Sovietica Mirko Puzović Jugoslavia    |
| Pesi welter (kg 67)         | Israel Akopkokhyan Unione Sovietica    | Joni Nyman Finlandia                 | Dragan Vasiljevic Jugoslavia Borislav Abadzhiev Bulgaria         |
| Pesi superwelter (kg 71)    | Michael Timm Germania Est              | Babken Sagradyan Unione Sovietica    | Sandor Hranek Ungheria Mikhail Takov Bulgaria                    |
| Pesi medi (kg 75)           | Henry Maske Germania Est               | Zoltan Fuzesy Ungheria               | Filko Rushchukliev Bulgaria Doru Maricescu Romania               |
| Pesi mediomassimi (kg 81)   | Nurmagomed Shanavazov Unione Sovietica | Markus Bott Germania Ovest           | John Beckles Inghilterra Pero Tadic Jugoslavia                   |
| Pesi massimi (kg 91)        | Alexander Yagubkin Unione Sovietica    | Gyula Alvics Ungheria                | Deyan Kirilov Bulgaria Arnold Vanderlyde Paesi Bassi             |
| Pesi supermassimi (kg 91 +) | Ferenc Somodi Ungheria                 | Vyacheslav Yakovlev Unione Sovietica | Janusz Zarenkiewicz Polonia Aziz Salihu Jugoslavia               |

## Medagliere
| Posizione | Paese            | Oro | Argento | Bronzo | Totale |
| --------- | ---------------- | --- | ------- | ------ | ------ |
| 1         | Germania Est     | 5   | 1       | 0      | 6      |
| 2         | Unione Sovietica | 4   | 2       | 3      | 9      |
| 3         | Ungheria         | 1   | 3       | 3      | 7      |
| 4         | Bulgaria         | 1   | 2       | 5      | 8      |
| 5         | Jugoslavia       | 1   | 1       | 4      | 6      |
| 6         | Finlandia        | 0   | 1       | 3      | 4      |
| 7         | Germania Ovest   | 0   | 1       | 0      | 1      |
| 7         | Italia           | 0   | 1       | 0      | 1      |
| 9         | Polonia          | 0   | 0       | 2      | 2      |
| 10        | Inghilterra      | 0   | 0       | 1      | 1      |
| 10        | Irlanda          | 0   | 0       | 1      | 1      |
| 10        | Paesi Bassi      | 0   | 0       | 1      | 1      |
| 10        | Romania          | 0   | 0       | 1      | 1      |
|           | Totale           | 12  | 12      | 24     | 48     |